# ポラメ公園駅
ポラメ公園駅（ポラメゴンウォンえき）は、大韓民国ソウル特別市銅雀区新大方洞にあるソウル軽電鉄新林線の駅。駅番号はS405。

## 歴史
- 2021年2月7日：駅名確定[1]。
- 2022年5月28日：開業。

## 隣の駅
ソウル軽電鉄
●新林線
ポラメ駅 (S404) - ポラメ公園駅 (S405) - ポラメ病院駅 (S406)